# Ghiacciaio Grotto
Il ghiacciaio Grotto è un ghiacciaio lungo circa 46 km e largo 13, alla bocca, situato sull'isola Alessandro I, al largo della costa della Terra di Palmer, in Antartide. Il ghiacciaio si trova in particolare sulla costa centro-orientale dell'isola, dove fluisce verso est a fino a entrare nel canale di Giorgio VI, tra punta Belemnite, a nord, e punta Ablation, a sud.

## Storia
Il ghiacciaio Grotto è stato avvistato per la prima volta il 23 novembre 1935 durante una ricognizione aerea effettuata da Lincoln Ellsworth e mappato da W. L. G. Joerg sulla base delle fotografie scattate da Ellsworth. Il ghiacciaio è stato poi oggetto di un nuovo sorvolo effettuato nel 1936, durante la spedizione britannica nella Terra di Graham, comandata da John Rymill, e poi ancora di un altro effettuato nel 1949 da parte del British Antarctic Survey (al tempo ancora chiamato "Falkland Islands Dependencies Survey", FIDS). Proprio il FIDS battezzò il ghiacciaio con il suo attuale nome poiché su di esso una slitta trainata da cani fu salvata da un crepaccio simile a una grotta ("grotto" il inglese).